# 竹沢駅
竹沢駅（たけざわえき）は、埼玉県比企郡小川町大字勝呂（）にある、東日本旅客鉄道（JR東日本）八高線の駅である。

## 歴史

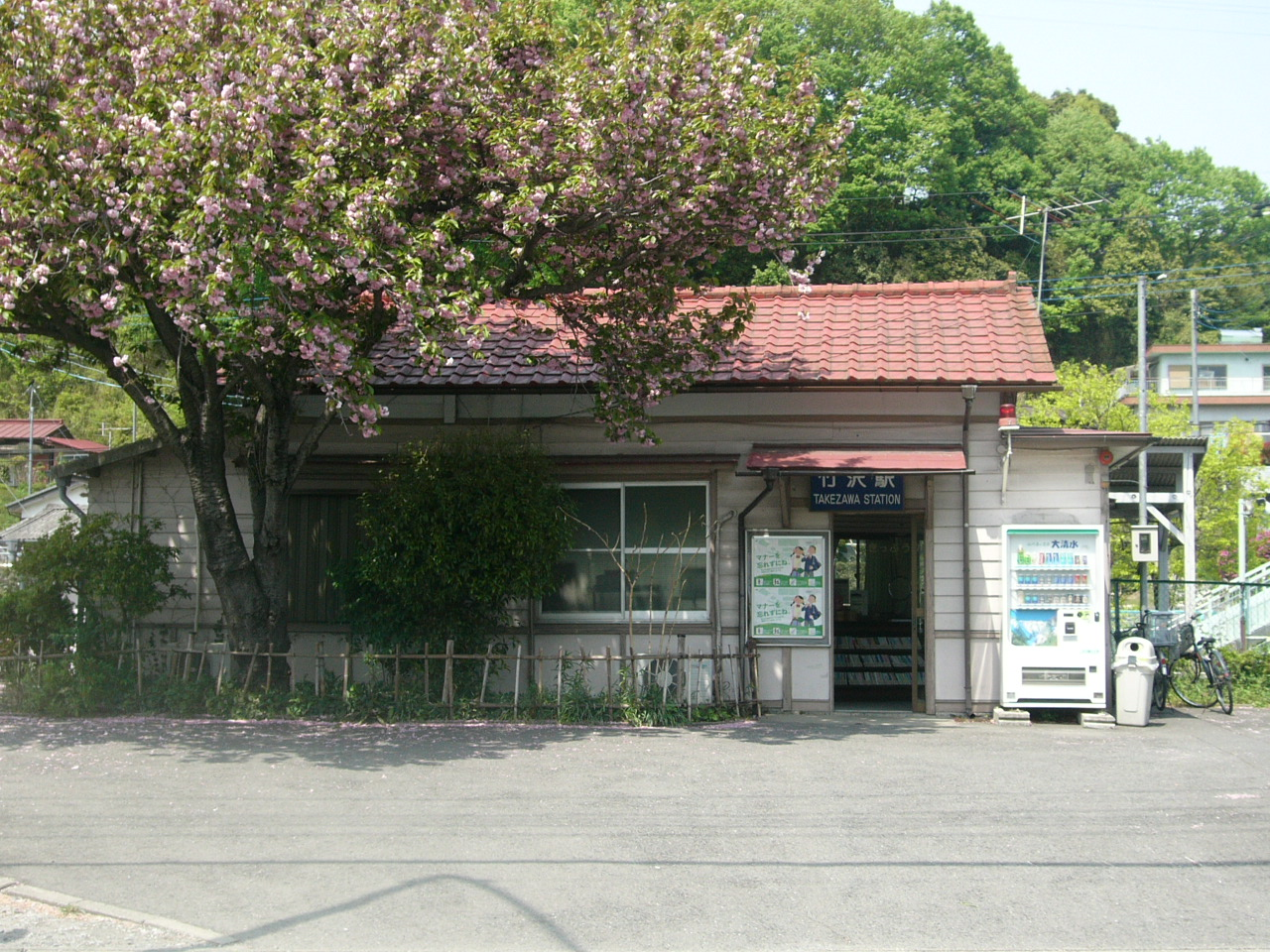
旧駅舎（2006年5月）

- 1934年（昭和9年）10月6日：鉄道省八高線小川町駅 - 寄居駅間開通時に開設[1][2]。旅客・貨物取扱開始（一般駅）[2]。
- 1960年（昭和35年）3月1日：貨物取扱廃止[2]。
- 1974年（昭和49年）4月5日：荷物扱い廃止[2]。
- 1987年（昭和62年）4月1日：国鉄分割民営化に伴い、JR東日本の駅となる[2]。
- 2002年（平成14年）2月8日：ICカードSuica供用開始[3][4]。
- 2008年（平成20年）3月21日：新駅舎使用開始。
- 2012年（平成24年）3月17日：無人駅化。
- 2016年（平成28年）10月15日：交換設備廃止、棒線駅化。

## 駅構造
単式ホーム1面1線を有する地上駅。
以前は相対式ホーム2面2線を有し、両ホームは跨線橋で連絡していた。2016年10月15日に棒線駅化された。
高崎統括センター（高崎駅）管理の無人駅。簡易Suica改札機・乗車駅証明書発行機が設置されている。駅舎内には本棚があり、1000冊以上の本を自由に読むことが可能。

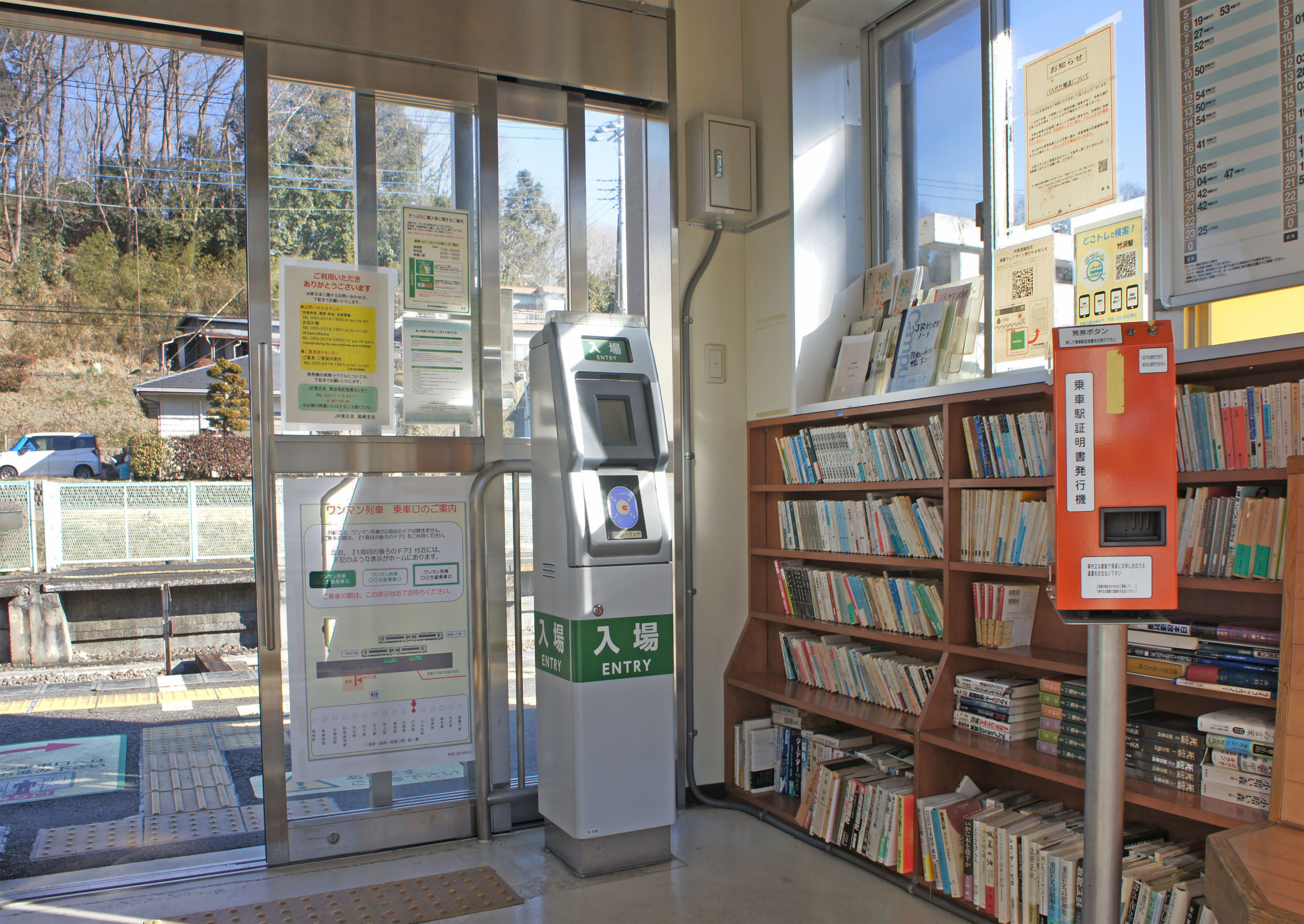
改札口（2022年1月）
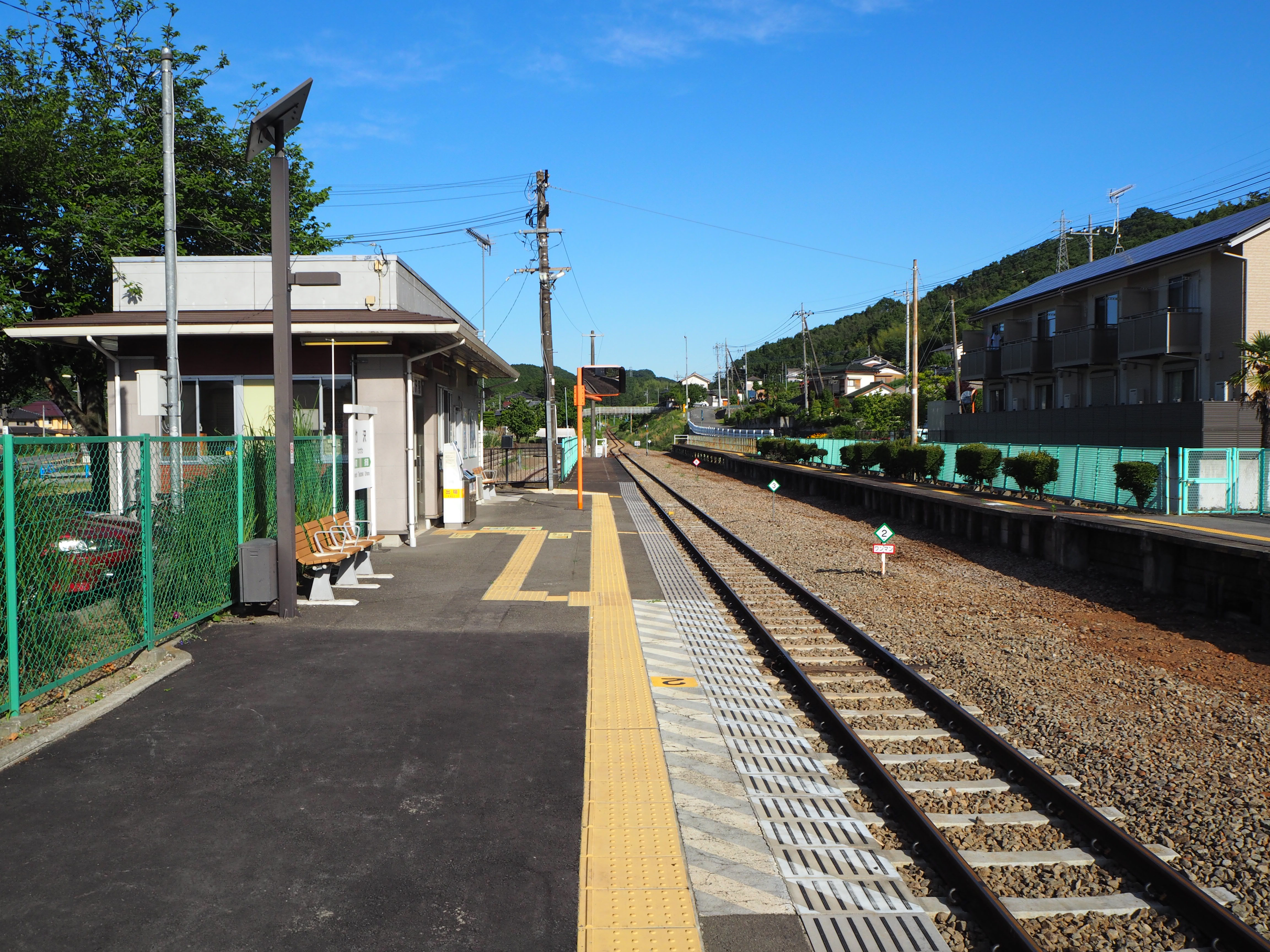
ホーム（2017年6月）

## 利用状況
JR東日本によると、2000年度（平成12年度） - 2010年度（平成22年度）の1日平均乗車人員の推移は以下の通り。なお、2010年度（平成22年度）の1日平均乗車人員は31人で、乗車人員を把握出来る埼玉県内の駅の中では最も少ない。これは、周辺住民の多くが東武東上線の東武竹沢駅を利用していることが大きな要因となっている（東上線運行本数は八高線と比べて遥かに多く、現状では利便性に格段の開きがある、に加え川越方面に向かうにも大きく迂回する八高線とは所要時間も違う。）。
| 乗車人員推移       | 乗車人員推移     | 乗車人員推移    |
| 年度               | 1日平均 乗車人員 | 出典            |
| ------------------ | ---------------- | --------------- |
| 2000年（平成12年） | 31               | [ 利用客数 2 ]  |
| 2001年（平成13年） | 32               | [ 利用客数 3 ]  |
| 2002年（平成14年） | 31               | [ 利用客数 4 ]  |
| 2003年（平成15年） | 35               | [ 利用客数 5 ]  |
| 2004年（平成16年） | 28               | [ 利用客数 6 ]  |
| 2005年（平成17年） | 29               | [ 利用客数 7 ]  |
| 2006年（平成18年） | 29               | [ 利用客数 8 ]  |
| 2007年（平成19年） | 28               | [ 利用客数 9 ]  |
| 2008年（平成20年） | 33               | [ 利用客数 10 ] |
| 2009年（平成21年） | 31               | [ 利用客数 11 ] |
| 2010年（平成22年） | 31               | [ 利用客数 1 ]  |

## 駅周辺
- 東武東上本線東武竹沢駅[1]：東へ約800m
- 第一石産運輸小川工場
- 東武竹沢駅前郵便局
- 国道254号
- 小川町立竹沢小学校

## 隣の駅
東日本旅客鉄道（JR東日本）
■八高線
小川町駅 - 竹沢駅 - 折原駅

### 記事本文
1. 1 2 3 4 5 6  『週刊 JR全駅・全車両基地』 46号 甲府駅・奥多摩駅・勝沼ぶどう郷駅ほか79駅、朝日新聞出版〈週刊朝日百科〉、2013年7月7日、27頁。
2. 1 2 3 4 5 6  石野哲 編『停車場変遷大事典 国鉄・JR編 II』（初版）JTB、1998年10月1日、200頁。ISBN 978-4-533-02980-6。
3. ↑  「鉄道記録帳2002年2月」『RAIL FAN』第49巻第5号、鉄道友の会、2002年5月1日、24頁。
4. ↑  「JR年表」『JR気動車客車編成表 '02年版』ジェー・アール・アール、2002年7月1日、187頁。ISBN 4-88283-123-6。

### 利用状況
1. 1 2  “各駅の乗車人員（2010年度）”.   東日本旅客鉄道. 2019年5月6日閲覧。
2. ↑  “各駅の乗車人員（2000年度）”.   東日本旅客鉄道. 2019年5月6日閲覧。
3. ↑  “各駅の乗車人員（2001年度）”.   東日本旅客鉄道. 2019年5月6日閲覧。
4. ↑  “各駅の乗車人員（2002年度）”.   東日本旅客鉄道. 2019年5月6日閲覧。
5. ↑  “各駅の乗車人員（2003年度）”.   東日本旅客鉄道. 2019年5月6日閲覧。
6. ↑  “各駅の乗車人員（2004年度）”.   東日本旅客鉄道. 2019年5月6日閲覧。
7. ↑  “各駅の乗車人員（2005年度）”.   東日本旅客鉄道. 2019年5月6日閲覧。
8. ↑  “各駅の乗車人員（2006年度）”.   東日本旅客鉄道. 2019年5月6日閲覧。
9. ↑  “各駅の乗車人員（2007年度）”.   東日本旅客鉄道. 2019年5月6日閲覧。
10. ↑  “各駅の乗車人員（2008年度）”.   東日本旅客鉄道. 2019年5月6日閲覧。
11. ↑  “各駅の乗車人員（2009年度）”.   東日本旅客鉄道. 2019年5月6日閲覧。